# Ксантохромија
Ксантохромија (од грчких речи ξανθος (xanthos) „жута“ и  χρωμα (chroma) „боја“, је жућкасто пребојен изглед ликвора која се јавља неколико сати након крварења у субарахноидални простору у одређеним медицинским стањима. Њено присуство се може утврдити спектрофотометријом (мерењем апсорпције одређених таласних дужина светлости) или једноставним визуелним прегледом.

## Физиологија
Цереброспинална течност, која испуњава субарахноидални простор између арахноидне мембране и пије матер која окружује мозак, нормално је бистра и безбојна. Када настане крварење у субарахноидални простор, почетни изглед цереброспиналне течности може варирати од једва прбојеног ликвор крвљу до јако крвававог ликвора, у зависности од обима крварења. У року од неколико сати, црвена крвна зрнца у цереброспиналној течности се уништавају, ослобађајући свој молекул хема који носи кисеоник, који се затим метаболише ензимима у билирубин, жути пигмент. Најчешћи узрок крварења у субарахноидални простор је субарахноидално крварење услед руптуре церебралне анеуризме. 

## Индикације
Како најчешће коришћени почетни тест за субарахноидално крварење компјутеризована томографија главе, открива до 98% случајева у првих 12 сати након појаве симптома, она  након тога постаје мање корисна. Због тога се препоручује лумбална пункција да би се добила цереброспинална течност и ликвор прегледао на  ксантохромију ако пацијент има симптоме субарахноидног крварења (нпр. главобољу (попут удара грома), повраћање, вртоглавицу, новонастале нападе, конфузију, смањен ниво свести или кому , укоченост врата или други знаке менингизма и знаке изненадног повишеног интракранијалног притиска), а крв се не види на компјутеризованој томографији.

## Утврђивање ксантохромије
Утврђивање ксантохромије услед распада хемоглобина у ликвору сматра се патогномоничном за субарахноидално крварење (САК). Код примене ове методе требало би имати у виду да је_
- за развој ксантохромије потребно до 12 сати,

- да је метода склона лажно позитивним резултатима због екс виво хемолизе или хипербилирубинемије.[5]

Такође требало би имати у виду да хем из црвених крвних зрнаца (РБЦ)  у ликвору који је пореклом из крвног суда оштећеног током лумбалне пункције („трауматска славина“) нема времена да се метаболише, па самим тим нема ни билирубина.
Након што се добије цереброспинална течност, могу се проверити различити њени параметри, укључујући присуство ксантохромије. Ако је цереброспинална течност крвава, центрифугира се да би се одредила њена боја.
Док Националне смернице у Уједињеном Краљевству заговарају коришћење спектрофотометрије за идентификацију ксантохромије, скоро све северноамеричке болнице ослањају се само на визуелну инспекцију. Визуелна инспекција је најчешћа метода која се користи у Сједињеним Америчким Државама за процену цереброспиналне течности на ксантохромију, док се спектрофотометрија користи на до 94% узорака у Уједињеном Краљевству. Још увек постоје неслагања око тога да ли треба рутински користити спектрофотометрију или да ли је визуелна инспекција адекватна, док једна група аутора чак заговарала мерење нивоа билирубина.
Спектрофотометрија
Многе лабораторије се ослањају само на боју цереброспиналне течности да би утврдиле присуство или одсуство ксантохромије. Међутим, недавне смернице сугеришу да би требало извршити спектрофотометрију. Спектрофотометрија се ослања на различиту пропусност, или обрнуто, апсорпцију светлости различитим супстанцама или материјалима, укључујући растворене супстанце. Билирубин апсорбује светлост на таласним дужинама између 450 и 460 nm. Спектрофотометрија такође може открити присуство оксихемоглобина и метхемоглобина, који апсорбују светлост на 410-418 nm и 403-410 nm, респективно, а такође може указати да је дошло до крварења; да идентификују супстанце у ликвору које апсорбују светлост на другим таласним дужинама, али нису последица крварења, као што су каротеноиди; и да открију веома мале количине засићености жуте боје (око 0,62%) које се могу пропустити визуелним путем. инспекцијом, посебно када је цереброспинална течност испитана под лампом са жарном нити или столном лампом од волфрама (која одговара стандардној расвети Међународне комисије за осветљење А).
Неуједначени ставови коју методу применити
Недавни систематски преглед који је упоредио визуелну инспекцију са спектрофотометријом за откривање ксантохромије ликвор није био у стању да извуче закључак којој метод би требало дати предност због значајне хетерогености у основним студијама.